# USS Ulvert M. Moore (DE-442)
USS Ulvert M. Moore (DE-442) là một tàu hộ tống khu trục lớp John C. Butler từng phục vụ cùng Hải quân Hoa Kỳ trong Chiến tranh Thế giới thứ hai. Nó là chiếc tàu chiến duy nhất của Hải quân Hoa Kỳ được đặt cái tên này, theo tên Thiếu úy Hải quân Ulvert Mathew Moore (1917–1942), phi công từng phục vụ cùng Liên đội Ném ngư lôi VT-8 trên tàu sân bay Hornet (CV-8), đã tử trận trong Trận Midway vào ngày 4 tháng 6, 1942 và được truy tặng Huân chương Chữ thập Hải quân. Nó đã phục vụ trong suốt Thế chiến II, được cho ngừng hoạt động sau khi xung đột chấm dứt vào năm 1946, rồi được huy động trở lại để tiếp tục phục vụ trong các cuộc Chiến tranh Triều Tiên và Chiến tranh Lạnh từ năm 1951 đến năm 1958. Con tàu cuối cùng bị đánh chìm như một mục tiêu ngoài khơi đảo San Nicholas, California vào năm 1966. Ulvert M. Moore được tặng thưởng năm Ngôi sao Chiến trận do thành tích phục vụ trong Thế Chiến II, và thêm ba Ngôi sao Chiến trận khác khi hoạt động tại Triều Tiên.

## Thiết kế và chế tạo
Lớp John C. Butler được thiết kế nhằm đáp ứng nhu cầu một số lượng lớn nhưng rẻ tiền của một kiểu tàu hộ tống chống tàu ngầm để hộ tống các đoàn tàu vận tải vượt đại dương. Chúng có chiều dài chung 306 foot (93,3 m), mạn tàu rộng 36 foot 10 inch (11,2 m) và mớn nước 13 foot 4 inch (4,1 m), trọng lượng choán nước tiêu chuẩn 1.350 tấn Anh (1.372 t), và lên đến 1.745 tấn Anh (1.773 t) khi đầy tải, với một thủy thủ đoàn bao gồm 14 sĩ quan và 201 thủy thủ. Con tàu được vận hành bởi hai turbine hơi nước hộp số Westinghouse; hơi nước được cung cấp bởi hai nồi hơi "D" Express, tạo ra công suất 12.000 mã lực càng (8.900 kW) và cho phép đạt được tốc độ tối đa 24 hải lý trên giờ (44 km/h; 28 mph). Nó có tầm hoạt động 6.000 hải lý (11.000 km; 6.900 mi) ở tốc độ đường trường 12 hải lý trên giờ (22 km/h; 14 mph).
Dàn vũ khí chính bao gồm hai tháp pháo 5-inch/38 caliber đa dụng nòng đơn, được dẫn đường bởi hệ thống điều khiển hỏa lực Mark 51; vũ khí phòng không gồm hai khẩu đội Bofors 40 mm L/60 nòng đôi và mười khẩu Oerlikon 20 mm nòng đơn cũng được dẫn đường bởi hệ thống Mark 51. Ngoài ba ống phóng ngư lôi 21 inch (533 mm), vũ khí chống ngầm bao gồm hai đường ray thả mìn sâu, tám máy phóng mìn sâu K-gun cùng một dàn súng cối chống ngầm Hedgehog. Con tàu được trang bị sonar kiểu QC, radar dò tìm mặt biển SL và radar dò tìm không trung SA.
Ulvert M. Moore được đặt lườn tại xưởng tàu của hãng Federal Shipbuilding and Dry Dock Company ở Newark, New Jersey vào ngày 2 tháng 12, 1943. Nó được hạ thủy vào ngày 7 tháng 3, 1944, được đỡ đầu bởi bà L. E. Moore, mẹ của Thiếu úy Moore, và được cho nhập biên chế cùng Hải quân Hoa Kỳ vào ngày 18 tháng 7, 1944 dưới quyền chỉ huy của Hạm trưởng, Thiếu tá Hải quân Franklin D. Roosevelt, Jr., con trai của Tổng thống Franklin D. Roosevelt.

## Lịch sử hoạt động

### Thế Chiến II
Sau khi hoàn tất việc chạy thử máy huấn luyện tại khu vực Bermuda và sửa chữa sau chạy thử máy, Ulvert M. Moore đã tháp tùng bảo vệ cho tàu sân bay hộ tống Shamrock Bay (CVE-84) đi từ New York đến Norfolk, Virginia vào ngày 18 tháng 9, 1944. Chuẩn bị để được điều động sang khu vực Mặt trận Thái Bình Dương, nó cùng tàu chị em Kendall C. Campbell (DE-443) khởi hành từ Norfolk vào ngày 5 tháng 10, hộ tống các tàu tiếp dầu Taluga (AO-62) và Aucilla (AO-56) đi sang Aruba để nhận xăng dầu, rồi tiếp tục hộ tống chúng đi sang vùng kênh đào Panama. Từ đây hai chiếc tàu hộ tống khu trục băng qua kênh đào, đi đến San Diego, California vào ngày 22 tháng 10, và từ đây hộ tống cho thiết giáp hạm Colorado (BB-45) trong hành trình đi từ San Pedro, Los Angeles đến quần đảo Hawaii từ ngày 24 đến ngày 30 tháng 10.
Được tiếp nhiên liệu tại Trân Châu Cảng, được huy động khẩn cấp vào một đội đặc nhiệm tìm-diệt tàu ngầm, vốn được hình thành chung quanh tàu sân bay hộ tống Corregidor (CVE-58). Họ có nhiệm vụ việc truy tìm chiếc tàu ngầm Nhật Bản I-12, vốn đã phóng ngư lôi đánh chìm chiếc tàu buôn SS John A. Johnson ở cách 1.000 mi (1.600 km) về phía Đông Bắc Oahu vào ngày 30 tháng 10. Đội đặc nhiệm 12.3 của Corregidor đã truy tìm tại vùng biển giữa Hawaii và vùng bờ Tây cho đến ngày 19 tháng 11, khi đơn vị quay trở về Trân Châu Cảng. I-12 trước đó đã bị tàu frigate Rockford (PF-48) và tàu quét mìn Ardent (AM-340) đánh chìm vào ngày 13 tháng 11.
Sau khi được sửa chữa cặp bên mạn tàu tiếp liệu khu trục Yosemite (AD-19) từ ngày 20 đến ngày 23 tháng 11, Ulvert M. Moore gia nhập Đội đặc nhiệm 12.4, được hình thành chung quanh tàu sân bay hộ tống Tulagi (CVE-72), và lên đường đi sang khu vực quần đảo Caroline ngang qua Eniwetok thuộc quần đảo Marshall. Đội đặc nhiệm đã tuần tra chống tàu ngầm trên đường đi khi đến Eniwetok vào ngày 2 tháng 12 và đến Ulithi vào ngày 7 tháng 12. Tại đây đơn vị đổi tên thành Đội đặc nhiệm 30.6 trực thuộc Đệ Tam hạm đội, và hoạt động tuần tra tại vùng biển giữa các quần đảo Mariana và Palau cho đến hết năm 1944.
Sau khi được tiếp liệu tại Kossol Roads, Palau, Ulvert M. Moore lên đường vào ngày 1 tháng 1, 1945 trong thành phần hộ tống cho Đội đặc nhiệm 77.4, bao gồm 14 tàu sân bay hộ tống có nhiệm vụ hỗ trợ trên không cho cuộc đổ bộ lên vịnh Lingayen, Luzon, và cho Đội đặc nhiệm 77.2 là đơn vị hỗ trợ hải pháo, để hướng sang Luzon, Philippines. Lực lượng liên tục bị không quân đối phương quấy nhiễu trên đường đi. Vào ngày 4 tháng 1, Ulvert M. Moore được tiếp nhiên liệu từ tàu tiếp dầu Suamico (AO-49), rồi phục vụ chuyển thư tín cho tàu bè thuộc lực lượng đặc nhiệm. Nó vừa tách khỏi tàu tuần dương hạng nặng Minneapolis (CA-36) khi một máy bay tấn công tự sát Kamikaze đâm trúng Ommaney Bay (CVE-79) lúc 17 giờ 14 phút, ở cách nó khoảng 1.000 yd (910 m) về phía mũi bên mạn phải. Nó đã lập tức đi đến trợ giúp chiếc tàu sân bay hộ tống lâm nạn, cứu vớt được bốn người rơi xuống nước, nhưng một trong số họ qua đời trước khi kịp cứu chữa do vết thương quá nặng.
Máy bay đối phương giờ đây xuất hiện liên tục, buộc Ulvert M. Moore phải bước vào báo động trực chiến tổng cộng bốn lần trong ngày hôm sau 5 tháng 1. Trong lần báo động sau cùng lúc 16 giờ 55 phút, máy bay ném bom-ngư lôi tấn công vào mạn phải của đoàn tàu, và sau đó là ba máy bay tiêm kích Lục quân Nakajima Ki-43 "Oscar" áp sát từ bên mạn trái. Hỏa lực phòng không từ tất cả các cỡ pháo: 5-inch từ khoảng cách 5.000 yd (4.600 m) và Bofors 40 mm từ khoảng cách 3.000 yd (2.700 m) đã bắn trúng và làm nổ tung một chiếc "Oscar". Tuy nhiên đối phương vẫn xoay sở đâm trúng tàu tuần dương hạng nặng HMAS Australia (D84) và tàu chị em Stafford (DE-411).
Ulvert M. Moore đã tiếp cận để trợ giúp cho Stafford, áp sát bên mạn trái và cứu vớt được 54 thủy thủ cùng ba sĩ quan; tàu khu trục Halligan (DD-584) cũng đi đến bên mạn phải để trợ giúp, cứu được thêm một số người. Ulvert M. Moore và Halligan được lệnh túc trực để bảo vệ cho Stafford, trong khi chiếc tàu kéo Quapaw (AT-110) giúp kéo con tàu lâm nạn rút lui. Hỏa lực phòng không của Halligan và Ulvert M. Moore đã bắn rơi một máy bay ném bom bổ nhào Aichi D3A "Val" vào sáng sớm ngày 6 tháng 1, trước khi tàu khu trục Ralph Talbot (DD-390) đi đến thay phiên cho Halligan lúc 18 giờ 49 phút ngày hôm đó. Một máy bay đối phương lại tìm cách đến gần các con tàu vào ngày 7 tháng 1, và bị hỏa lực phòng không của Ulvert M. Moore bắn rơi. Sau đó nó chuyển những người của Stafford được cứu vớt sang Ralph Talbot.
Trong thành phần Đơn vị Đặc nhiệm 77.4.1, Ulvert M. Moore quay trở lại hoạt động tuần tra chống tàu ngầm tại khu vực phụ cận đảo Mindoro. Nó đã đi đến hỗ trợ cho tàu khu trục La Vallette (DD-448) trong việc truy tìm một tàu ngầm đối phương, vốn bị một máy bay tuần tra phát hiện trên mặt nước tại khu vực lân cận. Tham gia cuộc tìm kiếm sau đó còn có cả tàu chị em Goss (DE-444) và tàu khu trục Jenkins (DD-447). Lúc 15 giờ 57 phút ngày 30 tháng 1, La Vallette phát hiện mục tiêu qua sonar và đã thả một lượt mìn sâu để tấn công nhưng không có kết quả, các con tàu đã tiếp tục tìm kiếm suốt đêm nhưng không tìm thấy dấu vết đối phương.
Sau khi tách khỏi cuộc truy lùng lúc 16 giờ 07 phút ngày 31 tháng 1 để quay trở lại cùng Đội đặc nhiệm 77.4, Ulvert M. Moore nhận được điện bảo từ tàu tuần dương hạng nhẹ Boise (CL-47) về một tàu ngầm đối phương đi trên mặt biển ở khoảng cách 8 mi (13 km). Các tàu khu trục Bell (DD-587) và O'Bannon (DD-450) đã tách khỏi thành phần hộ tống cho Boise để săn đuổi đối thủ; Bell đã tiếp cận đối phương ở khoảng cách 4 mi (6,4 km) khi chiếc RO-115 lặn xuống dưới nước. Ulvert M. Moore nhận được yêu cầu đi đến trợ giúp lúc 20 giờ 37, đi đến nơi và dò được mục tiêu qua sonar lúc 22 giờ 10 phút; nó bắn ra một loạt súng cối chống ngầm Hedgehog bốn phút sau đó, rồi thêm một loạt khác lúc 22 giờ 27 phút, ghi nhận được ba vụ nổ ngầm dưới nước. Cuối cùng lượt tấn công thứ tám bằng Hedgehog vào lúc nữa đêm ngày 1 tháng 2 đã mang lại kết quả rõ rệt nhất, khi ghi nhận được ba vụ nổ lớn dưới nước được tất cả cáccon tàu tại khu vực ghi nhận. Một vụ nổ ngầm cuối cùng được ghi nhận, và sau đó là vệt dầu diesel cùng nhiều mảnh vỡ, xác nhận RO-115 bị đánh chìm tại tọa độ 13°20′B 119°20′Đ / 13,333°B 119,333°Đ.
Rút lui về Ulithi, Ulvert M. Moore ở lại vũng biển này từ ngày 6 đến ngày 18 tháng 2, khi nó lên đường cùng các tàu khác thuộc Đội hộ tống 70 và tàu sân bay hộ tống Tulagi, trong thành phần Đơn vị Đặc nhiệm 50.7.3, nhằm bảo vệ chống tàu ngầm cho các tàu sân bay tham gia hỗ trợ cho cuộc đổ bộ lên Iwo Jima. Nó hoạt động trên biển suốt 78 ngày liên tục trong các chiến dịch Iwo Jima và Okinawa, hoạt động phối hợp cùng và sau đó với tàu sân bay hộ tống Anzio (CVE-57), về phía Đông Nam Okinawa.
Quay trở lại Guam vào ngày 6 tháng 6, Ulvert M. Moore chuyển đến Ulithi để được sửa chữa trước khi lên đường vào ngày 19 tháng 6, cùng với Đội đặc nhiệm 30.8 hỗ trợ tiếp liệu cho các tàu sân bay thuộc Đệ Tam hạm đội dưới quyền Đô đốc William F. Halsey không kích các đảo chính quốc Nhật Bản. Nó hoạt động cùng đội tiếp liệu này cho khi quay trở lại Guam vào ngày 24 tháng 7. Ba ngày sau đó, nó gia nhập một đội đặc nhiệm tìm-diệt tàu ngầm, được hình thành chung quanh tàu sân bay hộ tống USS Salamaua,để hoạt động tuần tra chống tàu ngầm tại khu vực Đông Bắc Luzon. Chiếc tàu hộ tống khu trục vẫn đang làm nhiệm vụ này về phía Đông Đài Loan khi Nhật Bản chấp nhận đầu hàng vào ngày 15 tháng 8, giúp chấm dứt vĩnh viễn cuộc xung đột.
Quay trở về Leyte vào ngày 25 tháng 8, Ulvert M. Moore hộ tống cho Đội đặc nhiệm 32.1 lên đường hướng sang Nhật Bản để làm nhiệm vụ chiến đóng, rồi tiến vào vịnh Tokyo vào ngày 2 tháng 9, đúng ngày văn kiện đầu hàng được chính thức ký kết bên trên thiết giáp hạm Missouri (BB-63). Nó làm nhiệm vụ tuần tra chống tàu ngầm tại vùng biển Nhật Bản, hộ tống các đoàn tàu vận tải đưa lực lượng chiếm đóng đến Nhật Bản, và phá hủy những quả thủy lôi trôi nổi trên biển. Nó tiếp tục hoạt động tại khu vực Philippines trước khi lên đường quay trở về Hoa Kỳ ngang qua Trân Châu Cảng. Đi đến San Diego, California vào ngày 22 tháng 11, nó được cho xuất biên chế vào ngày 24 tháng 5, 1946, và được đưa về Hạm đội Dự bị Thái Bình Dương.

### Chiến tranh Triều Tiên
Sau khi cuộc Chiến tranh Triều Tiên bùng nổ vào tháng 6, 1950, Ulvert M. Moore được cho nhập biên chế trở lại tại San Diego vào ngày 27 tháng 1, 1951 và gia nhập Hải đội Hộ tống 9. Sau giai đoạn chạy thử máy huấn luyện, nó rời San Diego vào ngày 19 tháng 4 để hướng sang Viễn Đông. Đi đến Sasebo, Nhật Bản vào ngày 17 tháng 5, nó gia nhập Lực lượng Đặc nhiệm 72 để tuần tra tại vùng eo biển Đài Loan, một hoạt động nhằm đề phòng lực lượng Cộng sản xâm chiếm Đài Loan còn do phe Quốc dân Đảng kiểm soát. Nó tách khỏi nhiệm vụ này vào ngày 10 tháng 6, đi đến vịnh Buckner, Okinawa hai ngày sau đó, rồi tuần tra tìm-diệt tàu ngầm ngoài khơi Nhật Bản.
Đi đến Yokosuka vào ngày 16 tháng 6, Ulvert M. Moore lên đường vào ngày 25 tháng 6 để đi sang vùng bờ biển phía Tây bán đảo Triều Tiên, nơi nó gia nhập cùng tàu sân bay Anh HMS Glory (R62) để tuần tra và hộ tống. Sang tháng 8, nó tham gia hoạt động bắn phá Wonsan, và bảo vệ cho các hoạt động quét mìn, nơi nó chịu đựng hỏa lực từ những khẩu đội pháo bờ biển đối phương. Con tàu cũng thường xuyên tuần tra lên phía Bắc đến các khu vực Songjin và Chongjin để bắn phá bờ biển và phá hủy các thuyền buồm, cho đến khi quay trở về Sasebo vào ngày 25 tháng 8 để được bảo trì. Nó tiếp tục hoạt động dọc theo bờ biển Bắc Triều Tiên, bắn phá bờ biển và bắn hải pháo theo yêu cầu hỗ trợ cho các hoạt động trên bộ của lực lượng Liên Hiệp Quốc tại Wonsan, Songjin và Chongjin bờ biển phía Đông Triều Tiên.
Đến cuối tháng 9, Ulvert M. Moore chuyển đến Okinawa để thực hành chống tàu ngầm; tuy nhiên sự xuất hiện của cơn bão Ruth từ ngày 8 đến ngày 15 tháng 10 khiến nó cùng Hải đội Hộ tống 9 phải quay trở lại vùng biển Triều Tiên. Đi đến ngoài khơi Hungnam vào ngày 14 tháng 10, nó tiếp tục nhiệm vụ tuần tra can thiệp và phá hủy các thuyền buồm đối phương. Vào sáng sớm ngày 17 tháng 10, một khẩu đội pháo bờ biển Bắc Triều Tiên đã bắn trúng một phát đạn pháo vào phòng bánh lái, mảnh đạn pháo đã khiến một thủy thủ tử trận và một sĩ quan cùng một thủy thủ khác bị thương. Hư hỏng nhanh chóng được sửa chữa, và con tàu tiếp tục hoạt động bắn phá bờ biển, tuần tra chống tàu ngầm và phá hủy tàu thuyền và thủy lôi đối phương. Nó rời vùng biển Triều Tiên vào ngày 6 tháng 11 để quay trở về Hoa Kỳ ngang qua Nhật Bản, và về đến San Diego vào ngày 26 tháng 11.
Sai khi được đại tu tại Xưởng hải quân Hunters Point, San Francisco, Ulvert M. Moore thực hành huấn luyện chống tàu ngầm và phòng không ngoài khơi bờ biển California cho đến ngày 18 tháng 10, 1952, khi nó khởi hành từ San Diego cho lượt phục vụ thứ hai tại Viễn Đông. Chiếc tàu hộ tống khu trục đã hoạt động bắn phá can thiệp dọc theo tuyến đường sắt vận tải ven biển, và phá hoại việc vận chuyển tiếp liệu của đối phương cho đến ngày 19 tháng 12, khi nó đi đến Okinawa để thực hành tìm-diệt tàu ngầm từ ngày 27 tháng 12 đến ngày 9 tháng 1, 1953. Đến ngày 31 tháng 3, hạm trưởng của Ulvert M. Moore kiêm nhiệm Tư lệnh Đội đặc nhiệm 95.3 để thực thi đặc quyền đánh cá của Nhật Bản và Nam Triều Tiên ngoài khơi bờ biển Triều Tiên. Nó lên đường quay trở về Hoa Kỳ, và về đến San Diego vào ngày 6 tháng 6.

### 1954 - 1958
Sau khi được bảo trì và tiến hành các hoạt động huấn luyện chống tàu ngầm và phòng không, Ulvert M. Moore lại lên đường trở sang khu vực Tây Thái Bình Dương, đi đến Yokosuka vào ngày 20 tháng 5, 1954. Sau khi đã có được thỏa thuận đình chiến giúp chấm dứt cuộc xung đột tại bán đảo Triều Tiên, trong đợt hoạt động này nó chủ yếu hộ tống các tàu chở dầu vả tàu chở đạn hạm đội; ngoài ra nó còn tham gia các cuộc tập trận đổ bộ, huấn luyện chống ngầm, và thực hành chống tàu ngầm phối hợp cùng hải quân các nước Colombia, Anh và Hà Lan. Trong suốt đợt biệt phái nó lần lượt trải qua ba cơn bão: bão Grace khi con tàu đang neo đậu tại Sasebo; bão June từ ngày 4 đến ngày 15 tháng 9 khi nó phải cơ động ra khỏi vịnh Tokyo để né tránh; và bão Lorna khi nó đang ở ngoài khơi bờ biển Đông Nam Nhật Bản. Khi hoàn thành đợt hoạt động và trên đường quay trở về Hoa Kỳ ngang qua Midway và Trân Châu Cảng, nó lại phải chịu đựng thêm một cơn bão trong suốt mười ngày.
Cho đến năm 1958, Ulvert M. Moore còn thực hiện thêm ba lượt biệt phái hoạt động tại khu vực Tây Thái Bình Dương. Nó được cho xuất biên chế lần sau cùng vào ngày 10 tháng 10, 1958, và được đưa về Hạm đội Dự bị Thái Bình Dương, neo đậu tại Astoria, Oregon. Tên nó được cho rút khỏi danh sách Đăng bạ Hải quân vào ngày 1 tháng 12, 1965, và con tàu bị loại bỏ như một mục tiêu thực hành vào ngày 13 tháng 7, 1966, khi bị máy bay từ tàu sân bay Coral Sea (CVA-43) và hải pháo đánh chìm ngoài khơi đảo San Nicholas, California.

## Phần thưởng
Ulvert M. Moore được tặng thưởng năm Ngôi sao Chiến trận do thành tích phục vụ trong Thế Chiến II, và thêm ba Ngôi sao Chiến trận khác khi hoạt động tại Triều Tiên.
|                                         |  |  |
| Silver star                             |  |  |
| Bronze star · Bronze star · Bronze star |  |  |

| Dãi băng Hoạt động Tác chiến (truy tặng)                                | Dãi băng Hoạt động Tác chiến (truy tặng)      | Huân chương Chiến dịch Hoa Kỳ                 | Huân chương Chiến dịch Hoa Kỳ                         |
| Huân chương Chiến dịch Châu Á-Thái Bình Dương với 5 Ngôi sao Chiến trận | Huân chương Chiến thắng Thế Chiến II          | Huân chương Chiến thắng Thế Chiến II          | Huân chương Phục vụ Phòng vệ Quốc gia                 |
| Huân chương Phục vụ Triều Tiên với 3 Ngôi sao Chiến trận                | Huân chương Liên Hiệp Quốc Phục vụ Triều Tiên | Huân chương Liên Hiệp Quốc Phục vụ Triều Tiên | Huân chương Phục vụ Chiến tranh Triều Tiên (Hàn Quốc) |